# Dicranota yonahlossee
Dicranota (Eudicranota) yonahlossee là một loài ruồi trong họ Pediciidae. Chúng phân bố ở vùng sinh thái Nearctic.